# (31448) 1999 CO8
1999 سي أو 8 (ويعرف أيضًا باسم (31448) 1999 سي أو 8 وفق تسمية الكوكب الصغير) (بالإنجليزية: 1999 CO8)‏ هو كويكب ضمن حزام الكويكبات؛ وترتيبه 31448 من حيث الاكتشاف.
اكتُشف هذا الجُرم الفلكي بواسطة دنيس ك. تشيسني في 13 فبراير 1999.

## وصلات خارجية
- (31448) 1999 CO8 في قاعدة بيانات مختبر الدفع النفاث لأجرام النظام الشمسي الصغيرة

- الاكتشاف · مخطط المدار ·  العناصر المدارية · المعلمات المادية

- (31448) 1999 CO8 على موقع ويكي سكاي: DSS2, SDSS, GALEX, IRAS, Hydrogen α, X-Ray, Astrophoto, Sky Map, Articles and images